# Stactobia regularis
Stactobia regularis är en nattsländeart som beskrevs av Wolfram Mey 1996. Stactobia regularis ingår i släktet Stactobia och familjen smånattsländor. Inga underarter finns listade i Catalogue of Life.